# كأس الإنتركونتيننتال للسيدات 1993
كأس الإنتركونتيننتال للسيدات 1993، وتعرف أيضًا ببطولة كأس القارات للسيدات لعام 1993م، وهي بمثابة تصفيات لكأس العالم لهوكي السيدات لعام 1994م. أقيمت البطولة في فيلادلفيا، بنسلفانيا ، في الفترة من 15 يوليو حتى 25 يوليو 1993م. وشاركت فيها اثنتي عشرة دولة، وتم تقسيمهم إلى مجموعتين، كل مجموعة تتكون من ستة منتخبات في الدور التمهيدي. وسوف تنضم الفرق الخمسة الأولى إلى الفرق الستة الأخرى التي تأهلت بالفعل وهي: أستراليا، والصين، وإنجلترا، وأيرلندا المضيفة، وهولندا، وأبطال الأولمبياد إسبانيا، وكوريا الجنوبية. 

## الترتيب النهائي
1. ألمانيا*
2. الأرجنتين*
3. كندا*
4. روسيا*
5. الولايات المتحدة*
6. الهند
7. إسكتلندا
8. نيوزيلندا
9. اليابان
10. بلجيكا
11. إيطاليا
12. فرنسا

## روابط خارجية
- نظرة عامة على موقع FIH